# Slätthult, Trollhättans kommun

Slätthult är ett friluftsområde i Trollhättans södra del i stadsdelen Skoftebyn. 
I friluftsområdet finns flera löparspår och ett mountainbikespår.
Här har också Trollhättans SK sin klubbstuga och här bedrivs orientering i de närliggande skogarna. De olika löparslingorna som finns i Slätthult har en längd av 2.5 Km, 3.4 Km, 5Km, 7.5 Km och 1 mil. Slingorna som går igenom Slätthultsskogen varierar mycket eftersom terrängen är förhållandevis väldigt olika. På vintern brukar det göras längdskidspår på slingorna. Slätthult är också nära beläget vid Hörlycke Golfklubb som är Trollhättans enda Golfklubb. Vid Slätthult är det även beläget två fotbollsplaner i måtten av en "11 mannaplan". På dessa två planer har Trollhättan fotbollsklubbar tillgång att utöva fotboll både i form av träning eller match